# SH2-239
SH2-239 — емісійна туманність у сузір'ї Тельця. Туманність знаходиться на відстані 453 світлових років від Землі. Має протяжність 3 світлових роки.
SH2-239 поєднанна із темною туманністю LDN 1551. Вони лежать неподалік від південної частини комплексу молекулярних хмар у сузір'ї Тельця. Цей регіон є регіоном динамічного зореутворення. У туманності відомо з десяток протозірок. У хмарі були виявлені кілька джерел інфрачервоного випромінювання, найяскравіше з яких відомий як L1551 IRS 5.